# Netherhill
Netherhill es un pueblo canadiense situado en la provincia de Saskatchewan.

## Superficie
Netherhill tiene una superficie de 0,77 km².

## Demografía
En 2021, tenía 25 habitantes, una densidad poblacional de 32,6 hab./km², y 17 viviendas.